# Persida Nenadović
Persida Nenadović (in serbo Персида Ненадовић?; Brankovina, 15 febbraio 1813 – Vienna, 29 marzo 1873) fu principessa consorte di Serbia come moglie di Aleksandar Karađorđević, che regnò sul Principato di Serbia dalla sua elezione il 14 settembre 1842 fino alla sua abdicazione il 24 ottobre 1858. Fu madre di dieci figli, incluso il futuro re Pietro I di Serbia, che salì al trono dopo l'uccisione del re Alessandro I, l'ultimo sovrano della dinastia Obrenović (i tradizionali rivali dei Karađorđević).

## Biografia

### Infanzia
Persida nacque il 15 febbraio 1813 a Brankovina nell'Impero ottomano, figlia del Voivoda Jevrem Nenadović (1793–1867) e Jovanka Milovanović (1792–1880). Suo nonno paterno fu Jakov Nenadović, il primo ministro serbo degli interni della rivoluzione serba.

### Matrimonio
Il 1º giugno 1830 a Hotin in Bessarabia, all'età di 17 anni, sposò Aleksandar Karađorđević, figlio di Karađorđe Petrović e Jelena Jovanović.

### Principessa di Serbia
Il 14 settembre 1842, Aleksandar fu eletto Principe di Serbia, succedendo al deposto principe Miloš Obrenović, e diventando egli stesso il primo sovrano Karađorđević. Da quella data fino alla sua propria abdicazione, Persida fu degignata Principessa di Serbia.

### Abdicazione del consorte e morte

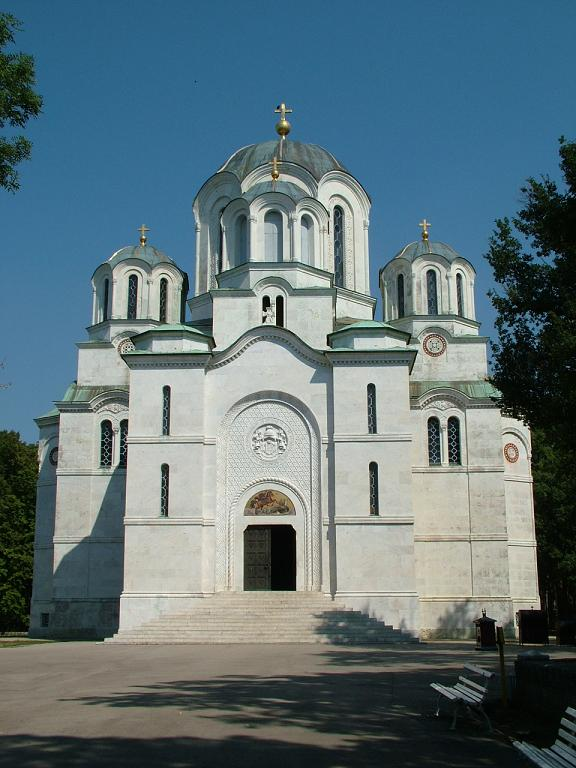
Chiesa di San Giorgio a Topola, luogo di sepoltura della principessa Persida e di molti membri della sua famiglia

Nel 1858, il principe Aleksandar entrò in conflitto con i membri del Consiglio, con il risultato che fu costretto ad abdicare in favore di Miloš Obrenović, che ritornò al poter per una seconda volta. Dopo l'abdicazione di Aleksandar, ella e la sua famiglia si ritirarono a Timișoara.
Morì il 29 marzo 1873 all'età di 60 anni a Vienna. Nel 1912, suo figlio, il re Pietro ordinò che i resti della principessa Persida e del principe Aleksandar fossero trasferiti nella Chiesa di San Giorgio a Topola.
L'attrice Catherine Oxenberg è una dei molti discendenti di Persida.

## Discendenza
Persida e Aleksandar Karađorđević ebbero 10 figli, sei dei quali vissero fino all'età adulta:
- Principessa Poleksija (1º febbraio 1833 - 5 dicembre 1914), sposò prima nel 1849 Konstantin Nikolajević, ministro serbo dell'interno, da cui ebbe figli; sposò poi il Dr Alexander Preshern (1830 - dicembre 1914).
- Principessa Kleopatra (26 novembre 1835 - 13 luglio 1855), sposò nel 1855 Milan Avram Petronijevic, ambasciatore serbo in Russia.
- Principe Aleksij (23 marzo 1836 - 21 aprile 1841)
- Principe Svetozar (1841 - 17 marzo 1847)
- Principe Peter (29 giugno 1844 - 16 agosto 1921), governò la Serbia dal 1903 fino al 1918, e successivamente come Re del Regno dei Serbi, Croati, e Sloveni fino alla sua morte; sposò la Principessa Zorka del Montenegro, da cui ebbe figli.
- Principessa Jelena (18 ottobre 1846 - 26 luglio 1867), sposò nel 1867 Đorđe Simić (28 febbraio 1843 - 11 ottobre 1921), Primo Ministro di Serbia.
- Principe Andrej (15 settembre 1848 - 12 luglio 1864)
- Principessa Jelisaveta (nata e morta nel 1850)
- Principe Đorđe (11 ottobre 1856 - 5 gennaio 1889)
- Prince Arsen (16 aprile 1859 - 1938), sposò nel 1892, la nobildonna russa, Aurora Pavlovna Demidova. Furono i genitori del principe Paolo di Jugoslavia.